# Escherichia coli
Escherichia coli (E. coli), koju je otkrio pedijatar i bakteriolog Theodor Escherich, jedna je od glavnih vrsta bakterija koje žive u donjem dijelu probavnog trakta sisavaca. Nužne su za pravilnu probavu hrane te sudjeluju u radu crijevne flore. Njezina je prisutnost u podzemnim vodama obično indikator fekalne zaraze. Svrstava se u skupinu Enterobacteriaceae te se često koristi kao modelni organizam za bakterije općenito. Korijenska riječ koju nalazimo u znanstvenom nazivu te porodice, "entero-", odnosi se na crijevo, pa je često u istom značenju kao i "feces". Boja se po Gramu, i to gram-negativno. Ima oblik bacila.
Broj jedinki bakterije E. coli se u prosječnom dnevnom fecesu čovjeka kreće između 100 milijardi i 10 bilijuna.  Svi različiti podtipovi fekalnih bakterija s oznakom coli i sve slične bakterije koje žive u tlu (ili biljnoj truleži, od kojih je najpoznatija skupina Enterobacter aerogenes), okupljeni su u "coliformnu skupinu". Tehnički se koliformi definiraju kao aerobne i neobavezno anaerobne, nesporogene, gram-negativne, štapićaste bakterije koje fermentiraju laktozu i pritom kroz 48 sati pri 35°C stvaraju plinski produkt. U tijelu se taj plin otpušta kao flatus. Stanice E. coli su izdužene, duljine 1-2 µm i promjera 0.1-0.5 µm.

## Uloga u pročišćavanju vode i kanalizacijskom gospodarenju
Na području gospodarenja otpadnim vodama se E. coli vrlo rano pokazala kao odličan "indikator" razine onečišćenja vode, tj. količine fekalne tvari čovjeka koja se u njoj nalazi, mjereno prema coliformnom indeksu. E. coli se u toj tehnologiji koristi zato što u ljudskom fecesu ima puno više coliforma od patogena, a E. coli obično nema štetnog utjecaja, pa laboranti koji s njom rade nisu ni u kakvoj izravnoj opasnosti. Međutim, ponekad upotreba E. coli u svrhu indikatora fekalne zaraze može biti pogrešna jer se u jednim sredinama E. coli razmnožava brže nego u drugima, kao primjerice u optoku tvornice papira.

## Uloga u bolesti
Najčešće izaziva infekcije mokraćnog mjehura, najčešće u žena. Također može izazvati meningitis u novorođene djece te razne septikemije i infekcije rana.

## Sojevi
Soj predstavlja populaciju unutar vrste koja nosi skup svojstava pomoću kojih ju raspoznajemo od ostalih populacija. Različiti sojevi bakterije E. coli žive u različitim životinjama, pa se s obzirom na to može odrediti odakle potječe pronađeni fekalni materijal. Novi sojevi E. coli se neprestano javljaju kao posljedica slijeda prirodnih mutacija, a neke imaju i odlike koje mogu biti štetne po domadara. Iako kod većine zdravih odraslih ljudi takav soj uzrokuje najviše proljev, ili se odrazi bez vidljivog simptoma, u male djece, ljudi s nedavnim prisustvom bolesti ili pacijenata koji uzimaju određene lijekove, manje uobičajen soj može biti uzrok opasnih bolesti, dovodeći čak i do smrtnog slučaja. Posebno opasan soj s mogućim ishodom te vrste je E.coli O157:H7.

## Uloga u mikrobiologiji
Zbog svojeg sveprisustva se E. coli nerijetko proučava u mikrobiologiji, a sve češće i u molekularnoj biologiji. Njena građa je posve poznata te kao takva predstavlja izvrstan početak za studente prirodnih znanosti.
E. coli igra važnu ulogu u suvremenom biološkom inženjerstvu. Istraživači često koriste bakerije kao "tvornice" za proizvodnju velikih količina DNK i/ili proteina. Jedna od prvih važnijih primjena tehnologije rekombinantne DNK je bila upravo genetička manipulacija E. coli za proizvodnju inzulina kod pacijenata oboljelih od dijabetesa.